# .vi
.vi為美屬維爾京群島國家及地區頂級域（ccTLD）的域名。該域名於1995 年 8 月 31 日啟用。必須是美屬維爾京群島當地實體才能註冊二級域名。

## 外部連結
- IANA .vi whois information（页面存档备份，存于）
- .vi域注册*Archive.today的存檔，存档日期2012-12-05